# Niccolò da Perugia
Niccolò da Perugia, także Nicolaus de Perugia, Niccolò del Proposto – włoski kompozytor, działający pod koniec XIV wieku.

## Życiorys
Przypuszczalnie pochodził z Perugii. O jego życiu wiadomo niewiele. Działał we Florencji, gdzie w 1362 roku poświadczony jest jako wizytator klasztoru przy kościele Santa Trinita. Identyfikowany jest ze wzmiankowanym w 1393 roku florenckim śpiewakiem laud Ser Niccolò. Pod koniec życia przypuszczalnie wrócił do Perugii, co można wnosić po tekście z jego cacci La fiera testa, wymierzonej w rodzinę Viscontich.

## Twórczość
Należał do reprezentantów środkowego okresu włoskiej ars nova. Z jego twórczości zachowały się 24 ballaty, 18 madrygałów i 4 caccie, z czego muzyka do 3 ballat i 2 madrygałów nie zachowała się. Kompozycje te znane są z kilku rękopisów, z których najważniejszym jest Kodeks Squarcialupi. Ballaty Niccolò da Perugia są 2-głosowymi, krótkimi i prostymi w swojej formie utworami, z treścią o przeważnie moralizatorskim charakterze. 2-głosowe madrygały i 3-głosowe caccie utrzymane są w starym stylu, nawiązując formalnie do twórczości Giovanniego da Cascia i Jacopo da Bologna.